# Un amico straordinario
Un amico straordinario (A Beautiful Day in the Neighborhood) è un film del 2019 diretto da Marielle Heller.

## Trama
Il cinico giornalista Lloyd Vogel viene incaricato dalla rivista Esquire di scrivere un articolo su Fred Rogers, celebre stella della televisione. Tra i due nasce un'amicizia, che cambierà il modo di Vogel di vedere il mondo.

## Distribuzione
Il film è stato presentato in anteprima al Toronto International Film Festival il 7 settembre 2019. Negli Stati Uniti, la pellicola è stata distribuita dalla TriStar Pictures a partire dal 22 novembre 2019; il primo trailer della pellicola è stato pubblicato il 22 luglio dello stesso anno. Nelle sale italiane, il film sarebbe dovuto uscire il 5 marzo 2020, ma a causa delle restrizioni create dalla pandemia del coronavirus, il film è uscito direttamente in Home Video il 23 settembre 2020

## Riconoscimenti
- 2020 - Premi Oscar[4]
  - Candidatura per il miglior attore non protagonista a Tom Hanks
- 2020 - Golden Globe[5]
  - Candidatura per il miglior attore non protagonista in un film a Tom Hanks
- 2020 - Premi BAFTA[6]
  - Candidatura per il miglior attore non protagonista a Tom Hanks
- 2019 - Chicago Film Critics Association Awards[7]
  - Candidatura per il miglior attore non protagonista a Tom Hanks
  - Candidatura per la miglior sceneggiatura non originale a Micah Fitzerman-Blue e Noah Harpster
- 2019 - Satellite Awards[8]
  - Candidatura per il miglior attore non protagonista a Tom Hanks
- 2020 - Critics' Choice Awards[9]
  - Candidatura per il miglior attore non protagonista a Tom Hanks
  - Candidatura per la miglior sceneggiatura non originale a Noah Harpster e Micah Fitzerman-Blue
- 2020 - Screen Actors Guild Awards[10]
  - Candidatura per il miglior attore non protagonista cinematografico a Tom Hanks